# Krukowo (województwo lubelskie)
Krukowo – osada leśna położona w Polsce, w województwie lubelskim, w powiecie włodawskim, w gminie Wyryki.
W latach 1975–1998 miejscowość administracyjnie należała do województwa chełmskiego.
Wierni Kościoła rzymskokatolickiego należeli do parafii św. Mikołaja w Lubieniu. Od 25 marca 2021 przynależą do parafii NSJ we Włodawie.